# NGC 6490

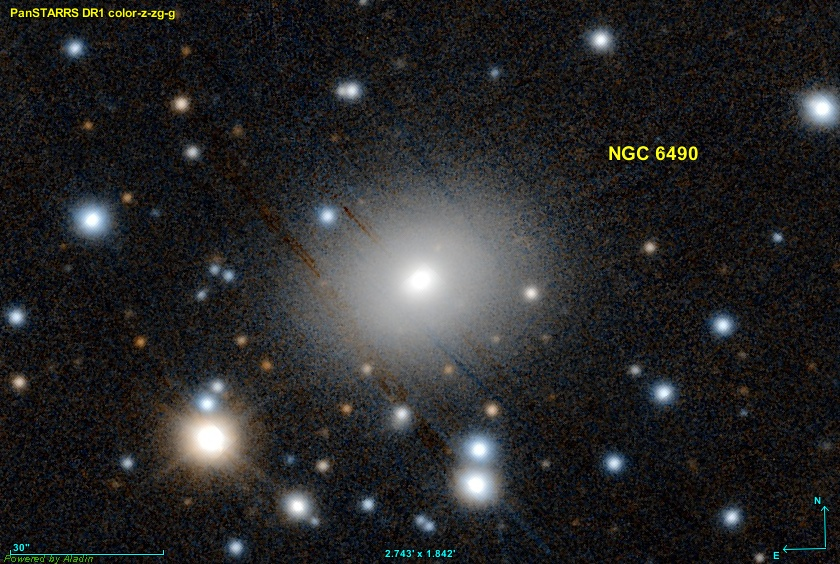
Acima a imagem da NGC 6490. Data - 2022

NGC 6490 é uma galáxia elíptica (E-S0) localizada na direcção da constelação de Hercules. Possui uma declinação de +18° 22' 35" e uma ascensão recta de 17 horas, 54 minutos e 30,4 segundos.
A galáxia NGC 6490 foi descoberta em 11 de Maio de 1864 por Albert Marth.